# Asesinatos S.L.
Asesinatos S.L. (título original The Assassination Bureau, Ltd), es una novela, comenzada por Jack London y terminada después de su muerte por Robert L. Fish. Fue publicada en 1963. 

## Reseña
La historia sigue a Ivan Dragomiloff, quien, en un giro del destino, se encuentra enfrentándose contra la agencia secreta de asesinatos que el mismo fundó.
La novela está basada en una idea que London compró al autor Sinclair Lewis (Elmer Gantry) a principios de 1910. London escribió 20.000 palabras para antes de que terminara ese mismo año, pero sin acabarla, diciendo que él no pudo encontrar un camino lógico para concluirla. Murió en 1916, dejando inconcluso el libro.
La novela nos muestra a una organización secreta, Asesinatos S.L., dedicada al asesinato de personas malvadas o corruptas, por ejemplo, jefes de policías, legisladores y políticos. La organización DEBE estar convencida, sin lugar a dudas, que la persona es realmente malvada y que merece ser asesinada.
En 1963, el escritor de misterio Robert L. Fish completó la novela basándose en el manuscrito inacabado y con notas adicionales de London y un esquema final realizado por la esposa de London, Charmian, poco antes de su muerte en 1955.

## Primera Frase
"Era un hombre guapo, con grandes ojos de líquido negro, una tez oliva que fue colocada sobre una piel clara, limpia, y una textura de excesiva suavidad y con una mata de cabello negro rizado que invita a acariciar - en corto, el tipo de un hombre que a las mujeres les gusta mirar y también, el tipo de un hombre que conoce muy bien este incitante cualidad de su aspecto."

## Adaptación
En 1969, Asesinatos S.L. fue llevada al cine, protagonizada por Diana Rigg, Oliver Reed, Telly Savalas y Curt Jurgens. Dirigida por Basil Dearden, la película fue nominada para un Premio Globo de oro en 1970 para mejor película extranjera de habla inglesa y Rigg fue nominada una Golden Laurel en 1970 como Nueva Cara Femenina. Considerando que la novela de London transcurre en los Estados Unidos, la película está ambientada en Europa en el siglo XX.
- Datos: Q1134920